# Ла Гомера
Ла Гомера, једно од 8 насељених острва Канарског архипелага, аутономна покрајина Шпаније у северном делу атлантског океана у провинцији Санта Круз де Тенерифе. Треће најмање од 8 главних острва, са површином од 369,78km. Популација острва је 21.798 становника (2022.) што га чини шестим острвом у канарском архипелагу по броју становника. Главни град је Сан Себастијан де ла Гомера где се налази и седиште Савета острва.
Носи титулу светског резервата биосфере од 2009. године. У центру острва се налази Национални парк Гарахонеј, који је УНЕСКО 1986. године прогласио светском баштином, првом проглашеном на Канарским острвима.
Острво је старо око 12 милиона година. Познато је и као Колумбијско острво, јер је било место снабдевања Кристофора Колумба пре одласка у Нови свет 1492. године.

## Географија
Острво је кружног облика са дужином обале од око 100km. Вулканског је порекла са дубоким кањонима који је пресецају. Острво је већински планинско са стрмим обалама. Највиши врх је Алто де Гарахонеј на висини од 1.487m. Острво се налази између географских ширина 27° 37' и 29° 25' N и географске дужине 13° 20' и 18° 10' W од Гринича у западном делу архипелага између острва Тенерифе и острва Ла Палма и Ел Јеро. 
Вулканске епизоде се могу сматрати прошлошћу: последње ерупције догодиле су се пре око два милиона година. Водена ерозија је створила бројне јаруге, а на обали је оцртала истакнуте литице: пример за то је заштићено природно подручје Лос Органос, на северу острва. Лос Органос чини узорак базалтних колонада, насталих спорим хлађењем лаве у древном кратеру.

## Природа
Од 2011. године Ла Гомера је категоризована као УНЕСКО резерват биосфере, међународно признање које приказује богато и разнолико природно наслеђе острва, како на копну тако и у мору. Организација је желела да истакне рад острва у три кључне области: очување ресурса, поштовање развоја уз очување животне средине и традиције, и, истовремено, њен рад у истраживању животне средине, образовању и обуци. Ла Гомера негује одрживи активни туризам који поштује ствари као што су традиционална пољопривреда и заштићена подручја.

### Флора и фауна
Ла Гомера такође има ендемских врстa флоре и фауне, посебно џиновског гуштера из Ла Гомере (Gallotia bravoana), гуштера за ког се сматрало да је изумро до 1999. године. На платформи Ваље Гран Реи (у преводу: Велика краљевска долина) која се налази на врху литице под називом Риско де ла Мерика, је њихово једино познато природно станиште и дом је центра за репродукцију врсте, где је већ рођено више од 300 гуштера.

### Национални парк Гарахонеј
Међу свим природним богатствима острва, издваја се ловорова шума у Националном парку Гарахонеј. Шума из терцијарне ере која је стара више од 66 милиона година, где екстремна влажност и благе температуре значе да велики број дрвећа чува своје лишће током целе године. То је довело до тога да је Гарахонеј 1986. године проглашен светском баштином УНЕСКА. Његово име потиче од романтичне легенде о Гари и Џонеју, 'Ромеу и Јулији' на острву. Више од 800.000 туриста посети скоро 4.000 хектара парка сваке године.

## Клима
Климу Ла Гомерe карактерише суптропска, блага и влажна клима, са пријатним температурама током целе године. Ово Канарско острво, које се налази у Атлантском океану, има велику климатску разноликост, под утицајем рељефа и географског положаја.
Генерално, клима Ла Гомере је топла и блага, са просечним температурама између 16 и 24°С. У приморским пределима температуре су више, док су у планинским пределима, где се налази Национални парк Гарахонеј, температуре ниже и чешће се јављају магла и киша.
Најважнији фактор у обликовању климе Ла Гомере је утицај пасата, који већи део године дувају са североистока. Ови ветрови доносе влажан ваздух са мора и изазивају стварање облака који се гомилају на врховима острва. Као резултат тога, висока подручја острва добијају више падавина од ниских подручја, а стварају се микроклима која ствара значајне разлике у пејзажу.

## Култура

### Језик звиждука
Језик звиждука острва Ла Гомера на Канарима, Силбо Гомеро, реплицира уобичајени језик острваца (кастиљански шпански) са звиждањем. Преношен вековима од учитеља до ученика, то је једини звиждани језик на свету који је у потпуности развијен и који се практикује у великој заједници (више од 22.000 становника). Језик звиждука замењује сваки самогласник или сугласник звуком звиждука: два различита звиждука замењују пет шпанских самогласника, а постоје четири звиждука за сугласнике. Звиждуци се могу разликовати према висини и да ли су испрекидани или континуирани. Силбо Гомеро, који се учи у школама од 1999. године, разумеју скоро сви острвљани и практикује га велика већина, посебно старији и млади. Такође се користи током свечаности и церемонија, укључујући верске прилике. Да би се спречило да нестане као и други звиждани језици Канарских острва, важно је учинити више за његово преношење и промовисати Силбо Гомеро као нематеријалну културну баштину коју негују становници Ла Гомере и Канарских острва у целини.